# Amerikaanse auto in 1980
Dit artikel geeft een overzicht van alle Amerikaanse personenwagens geproduceerd in 1980 door een belangrijke autoconstructeur. De auto's staan alfabetisch gerangschikt per merk. Hier staan enkel Amerikaanse merken, ongeacht of ze eigendom zijn van een niet-Amerikaans concern. Ook gaat het om constructeurs die algemeen bekend zijn met auto's die algemeen voor het publiek verkrijgbaar zijn.
| Cadillac |                  | concern:                  | General Motors Verenigde Staten |
| Cadillac | divisie:         |                           |                                 |
| Cadillac | merk:            | Cadillac Verenigde Staten |                                 |
| Cadillac | model:           | Seville (2e generatie)    |                                 |
| Cadillac | einde productie: | 1985                      |                                 |
| Cadillac | productieaantal: | ?                         |                                 |

| Chevrolet |                  | concern:                   | General Motors Verenigde Staten |
| Chevrolet | divisie:         |                            |                                 |
| Chevrolet | merk:            | Chevrolet Verenigde Staten |                                 |
| Chevrolet | model:           | Citation                   |                                 |
| Chevrolet | einde productie: | 1985                       |                                 |
| Chevrolet | productieaantal: | ?                          |                                 |

| Chevrolet |                  | concern:                                                                                  | General Motors Verenigde Staten |
| Chevrolet | divisie:         | General Motors do Brasil Brazilië                                                         |                                 |
| Chevrolet | merk:            | Chevrolet Verenigde Staten                                                                |                                 |
| Chevrolet | model:           | Diplomata coupé / sedan (luxevariant van de Opala, die gebaseerd was op de Opel Rekord C) |                                 |
| Chevrolet | einde productie: | 1992                                                                                      |                                 |
| Chevrolet | productieaantal: | ?                                                                                         |                                 |

| Chevrolet |                  | concern:                   | General Motors Verenigde Staten |
| Chevrolet | divisie:         |                            |                                 |
| Chevrolet | merk:            | Chevrolet Verenigde Staten |                                 |
| Chevrolet | model:           | Monte Carlo                |                                 |
| Chevrolet | einde productie: | 1989                       |                                 |
| Chevrolet | productieaantal: | ?                          |                                 |

| Chrysler |                  | concern:                  | onafhankelijk |
| Chrysler | divisie:         |                           |               |
| Chrysler | merk:            | Chrysler Verenigde Staten |               |
| Chrysler | model:           | Cordoba (2e generatie)    |               |
| Chrysler | einde productie: | 1983                      |               |
| Chrysler | productieaantal: | ?                         |               |

| Chrysler |                  | concern:                                    | onafhankelijk |
| Chrysler | divisie:         |                                             |               |
| Chrysler | merk:            | Chrysler Verenigde Staten                   |               |
| Chrysler | model:           | Imperial (gebaseerd op de Chrysler Cordoba) |               |
| Chrysler | einde productie: | 1983                                        |               |
| Chrysler | productieaantal: | ?                                           |               |

| Dodge |                  | concern:               | Chrysler Verenigde Staten |
| Dodge | divisie:         |                        |                           |
| Dodge | merk:            | Dodge Verenigde Staten |                           |
| Dodge | model:           | Aries                  |                           |
| Dodge | einde productie: | 1989                   |                           |
| Dodge | productieaantal: | 972.216                |                           |

| Dodge |                  | concern:               | Chrysler Verenigde Staten |
| Dodge | divisie:         |                        |                           |
| Dodge | merk:            | Dodge Verenigde Staten |                           |
| Dodge | model:           | Mirada                 |                           |
| Dodge | einde productie: | 1983                   |                           |
| Dodge | productieaantal: | ?                      |                           |

| Ford |                  | concern:                   | onafhankelijk |
| Ford | divisie:         |                            |               |
| Ford | merk:            | Ford Verenigde Staten      |               |
| Ford | model:           | Thunderbird (8e generatie) |               |
| Ford | einde productie: | 1982                       |               |
| Ford | productieaantal: | ?                          |               |

| Ford |                  | concern:              | onafhankelijk |
| Ford | divisie:         |                       |               |
| Ford | merk:            | Ford Verenigde Staten |               |
| Ford | model:           | Bronco (3e generatie) |               |
| Ford | einde productie: | 1986                  |               |
| Ford | productieaantal: | ?                     |               |

| Ford |                  | concern:                | onafhankelijk |
| Ford | divisie:         |                         |               |
| Ford | merk:            | Ford Verenigde Staten   |               |
| Ford | model:           | F-Series (7e generatie) |               |
| Ford | einde productie: | 1986                    |               |
| Ford | productieaantal: | ?                       |               |

| Lincoln |                  | concern:                 | Ford Motor Company Verenigde Staten |
| Lincoln | divisie:         |                          |                                     |
| Lincoln | merk:            | Lincoln Verenigde Staten |                                     |
| Lincoln | model:           | Continental Mark VI      |                                     |
| Lincoln | einde productie: | 1981                     |                                     |
| Lincoln | productieaantal: | ?                        |                                     |

| Mercury |                  | concern:                                                      | Ford Motor Company Verenigde Staten |
| Mercury | divisie:         |                                                               |                                     |
| Mercury | merk:            | Mercury Verenigde Staten                                      |                                     |
| Mercury | model:           | Lynx (1e generatie; badge-engineered Amerikaanse Ford Escort) |                                     |
| Mercury | einde productie: | 1985                                                          |                                     |
| Mercury | productieaantal: | ?                                                             |                                     |

| Mercury |                  | concern:                 | Ford Motor Company Verenigde Staten |
| Mercury | divisie:         |                          |                                     |
| Mercury | merk:            | Mercury Verenigde Staten |                                     |
| Mercury | model:           | Cougar (5e generatie)    |                                     |
| Mercury | einde productie: | 1982                     |                                     |
| Mercury | productieaantal: | 222.773                  |                                     |

| Plymouth |                  | concern:                  | Chrysler Verenigde Staten |
| Plymouth | divisie:         |                           |                           |
| Plymouth | merk:            | Plymouth Verenigde Staten |                           |
| Plymouth | model:           | Reliant                   |                           |
| Plymouth | einde productie: | 1989                      |                           |
| Plymouth | productieaantal: | ?                         |                           |

| Pontiac |                  | concern:                                                | General Motors Verenigde Staten |
| Pontiac | divisie:         |                                                         |                                 |
| Pontiac | merk:            | Pontiac Verenigde Staten                                |                                 |
| Pontiac | model:           | T1000/1000/Acadian (gebaseerd op de Chevrolet Chevette) |                                 |
| Pontiac | einde productie: | 1987                                                    |                                 |
| Pontiac | productieaantal: | ?                                                       |                                 |

| Shay |                  | concern:                                                  | onafhankelijk |
| Shay | divisie:         |                                                           |               |
| Shay | merk:            | Shay (t/m 1982), Camelot (vanaf 1983) Verenigde Staten    |               |
| Shay | model:           | T-Bird (replica van de Ford Thunderbird uit 1955 en 1957) |               |
| Shay | einde productie: | 1982 (Shay), 1986 (Camelot)                               |               |
| Shay | productieaantal: | ca. 200 (onder Shay)                                      |               |

| Zimmer |                  | concern:                                                                                | Zimmer Corporation Verenigde Staten |
| Zimmer | divisie:         |                                                                                         |                                     |
| Zimmer | merk:            | Zimmer Verenigde Staten                                                                 |                                     |
| Zimmer | model:           | Golden Spirit (neo-klassieke coupé, cabriolet en sedan op basis van de Ford Mustang LX) |                                     |
| Zimmer | einde productie: | 1988                                                                                    |                                     |
| Zimmer | productieaantal: | ca. 1500                                                                                |                                     |